# St. Joseph (Osterburg)

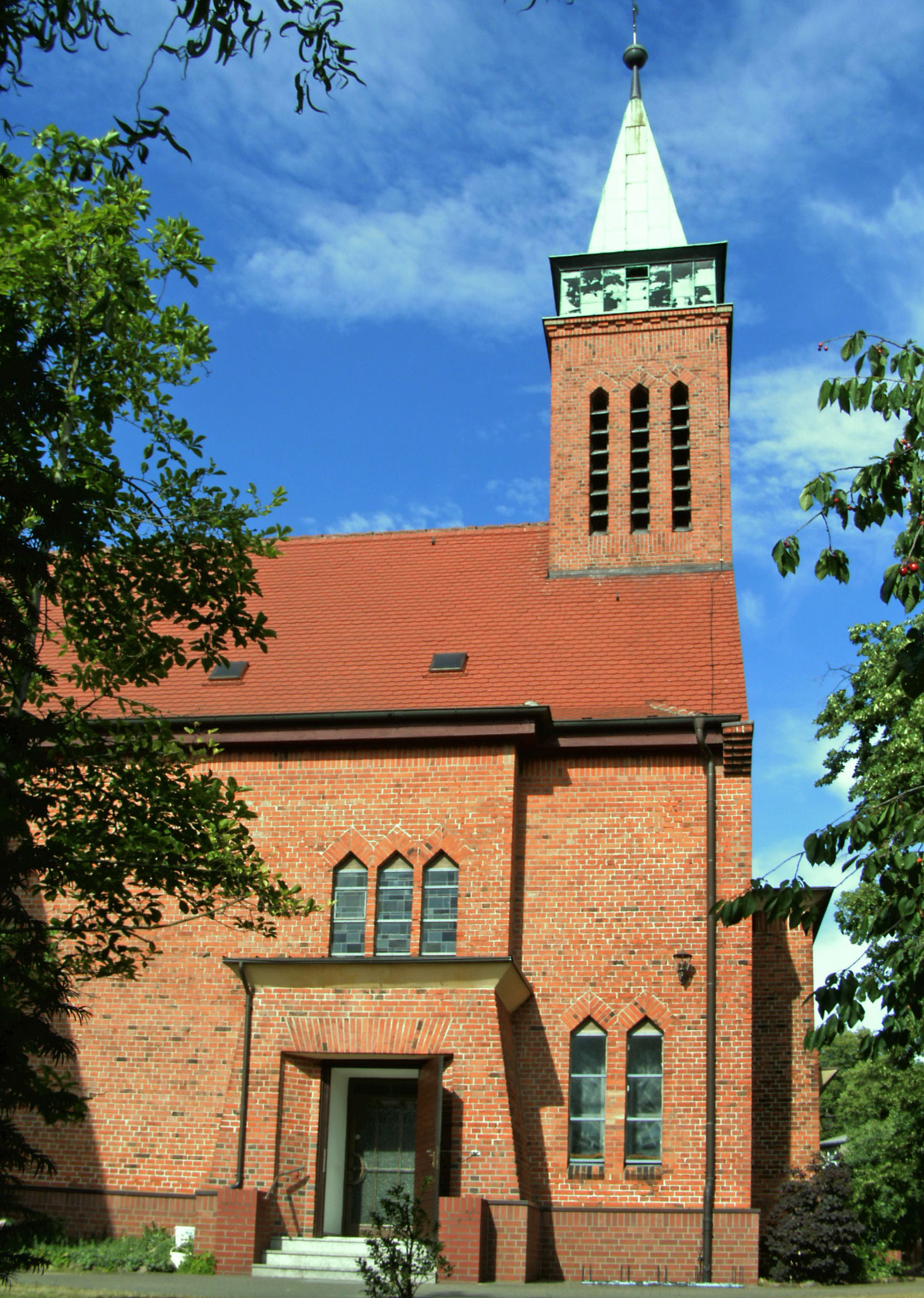
Teilansicht der Kirche

Die Kirche Sankt Joseph ist die katholische Kirche in Osterburg, einer Stadt im Landkreis Stendal im Norden von Sachsen-Anhalt. Die nach dem heiligen Josef von Nazaret benannte Kirche gehört zur Pfarrei St. Anna mit Sitz in Stendal, im Dekanat Stendal des Bistums Magdeburg. Das Kirchengebäude steht an der Ecke Wallpromenade / Naumannstraße und ist im Denkmalverzeichnis des Landes Sachsen-Anhalt unter der Erfassungsnummer 094 97118 als Baudenkmal aufgeführt.

## Geschichte
Um 790 sind erste Christianisierungsversuche im Gebiet des heutigen Osterburg zu vermuten, nachdem Karl der Große Gebiete der Slawen bis zur Elbe hin eroberte. Im 9. Jahrhundert entstand mit der St.-Martin-Kirche (der heutigen Friedhofskapelle) die erste bekannte Osterburger Kirche, im 12. Jahrhundert wurde die St.-Nicolai-Kirche errichtet.
In den 1530er Jahren wurden mit der Einführung der Reformation die Bevölkerung und die Osterburger Kirchen evangelisch.
Erst im 19. Jahrhundert ließen sich wieder Katholiken in Osterburg nieder, sie gehörten zunächst zur Kirchengemeinde in Stendal. Auch Saisonarbeiter aus katholischen Gebieten, die in der Landwirtschaft und später auch in der Zuckerindustrie und der Konservenfabrik tätig waren, kamen jetzt nach Osterburg. Ab 1912 wurden in Osterburg, zunächst in einem Privathaus, später im Hotel Stadt Magdeburg, von Stendaler Geistlichen katholische Gottesdienste gehalten. Nachdem das Hotel Stadt Magdeburg 1915 für die Unterbringung von Kriegsgefangenen des Ersten Weltkriegs benötigt wurde, fanden die Gottesdienste im Hotel Zur Eisenbahn statt.
Im Dezember 1917 wurde der Stendaler Kaplan Joseph Hagedorn seitens des Bistums Paderborn, zu dem Osterburg damals gehörte, zum Pfarrvikar für Osterburg ernannt und zog Anfang 1918 nach Osterburg um. Auch die Ortschaften Giesenslage, Goldbeck, Meßdorf und Seehausen, in denen später eigene Kirchengemeinden entstanden, wurden zunächst von Pfarrvikar Hagedorn seelsorglich betreut. Noch im gleichen Jahr wurde die Pfarrvikarie Osterburg gegründet, und er richtete eine Kapelle im Saal des ehemaligen Hotels Stadt Hamburg (Breite Straße 69) ein, in dem er auch wohnte.
1927 erwarb Pfarrvikar Bernhard Speckenmeier, der im Vorjahr Pfarrvikar Hagedorn abgelöst hatte, ein Grundstück für einen geplanten Kirchenbau an der Wallpromenade. Im Frühjahr 1928 wurden mit dem Bau der Kirche und des Pfarrhauses begonnen. Am 24. Juni 1928 erfolgte die Grundsteinlegung für die Kirche, und bereits am 20. Dezember des gleichen Jahres folgte ihre Benediktion. Um die in der Wische lebenden Katholiken besser betreuen zu können, wurde ebenfalls 1928 in Giesenslage in einer ehemaligen Molkerei die Kirche Unbefleckte Empfängnis eingerichtet. Zum 1. März 1929 wurde Osterburg aus der Kirchengemeinde Stendal ausgegliedert und eine eigene Filialkirchengemeinde in Osterburg gegründet. Am 5. September 1929 folgte die Konsekration der Kirche durch Weihbischof Johannes Hillebrand. 1929 wurde auch in Goldbeck eine Kirche erbaut.
1933 bekam der Innenraum der Kirche eine Ausmalung. An der Rückwand des Altars entstand das Bild Christus Triumphator, neben dem Altarraum Bilder von Maria und Josef, dem Schutzpatron der Kirche. 1937/38 entstand auch in Seehausen ein Kirchenneubau. Im Herbst 1939 wurden im Zuge der Saar-Offensive katholische Evakuierte aus dem Saarland in das Innere des Reichsgebiets evakuiert. Infolgedessen kamen vorübergehend weitere Katholiken in den Raum Osterburg. Ab Oktober 1944, nach dem Vorrücken der Westalliierten, kamen evakuierte Katholiken aus dem Rheinland, besonders aus Mönchengladbach, in den Westteil der Osterburger Kirchengemeinde.
Am 13. April 1945 wurde Osterburg von US-amerikanischen Truppen eingenommen, die ab dem 1. Juli von sowjetischen Einheiten abgelöst wurden. Ab August 1945 kamen Sudetendeutsche sowie andere Flüchtlinge und Heimatvertriebene aus den Ostgebieten des Deutschen Reichs in den Raum Osterburg, wodurch sich die Zahl der Gemeindemitglieder stark vergrößerte. Bereits in den Jahren danach zogen jedoch viele Katholiken weiter nach Westdeutschland. 1950 übernahm die neugegründete Kuratie Meßdorf die Seelsorge für einige Ortschaften der Filialkirchengemeinde Osterburg.
1960 bekam die Kirche einen neuen Tabernakel, auch ein neuer Altar wurde konsekriert. In der Nacht vom 18. zum 19. Oktober 1961 zerstörte ein durch einen elektrischen Kurzschluss ausgelöstes Feuer den Dachstuhl der Kirche, am 28. Oktober 1962 erfolgte die Einweihung der wieder instandgesetzten Kirche. Bei dieser Renovierung ging auch die Ausmalung der Kirche von 1933 verloren. Am 1. April 1963 wurde die bisherige Filialkirchengemeinde der Pfarrei Stendal zur selbstständigen Pfarrei St. Joseph erhoben. 1975 gestaltete Christof Grüger mehrere Buntglasfenster. Am 7. Oktober 1990 weihte Bischof Leo Nowak erneut einen neuen Altar. 1991 wurde die inzwischen reparaturbedürftig gewordene Orgel durch ein neues Instrument ersetzt. 1995 begann der Bau eines Gemeindehauses, das am 16. Juni 1997 eingeweiht wurde.
Am 1. Februar 2007 wurde der Gemeindeverbund „Stendal – Bismark – Giesenslage – Goldbeck – Meßdorf – Osterburg – Seehausen – Tangerhütte“ errichtet, zu dem außer der Osterburger Kirche St. Joseph auch die Kirchen Hl. Kreuz in Bismark, Unbefleckte Empfängnis in Giesenslage, St. Bernhard in Goldbeck, Hl. Maria von der Verkündigung in Meßdorf, St. Johannes Baptist in Seehausen, St. Anna in Stendal und St. Elisabeth in Tangerhütte gehörten. Damals gehörten zur Pfarrei Osterburg rund 430 Katholiken.
Am 2. Mai 2010 entstand aus dem Gemeindeverbund die heutige Pfarrei St. Anna, die Pfarrei St. Josef in Osterburg wurde in diesem Zusammenhang aufgehoben. Die Kirchen in Bismark, Giesenslage, Goldbeck, Meßdorf, Seehausen und Tangerhütte wurden inzwischen profaniert. Die Volkszählung in der Europäischen Union 2011 zeigte, dass von den 10.611 Einwohnern politischen Gemeinde Osterburg 210, und somit rund 2 %, der römisch-katholischen Kirche angehörten. Der Mehrzahl der Einwohner gehörte keiner Religionsgemeinschaft an.

## Architektur und Ausstattung
Die Backsteinkirche entstand nach Plänen des Architekten Kurt Matern, Dombaumeister im Bistum Paderborn. An die Kirche mit ihrem eingezogenen Turm ist im Westen das Pfarrhaus angebaut. Das Gemeindehaus wurde später errichtet.
Im Innenraum der Kirche zeigt an der Rückwand des Altarraums die Darstellung des Himmlischen Jerusalems, die nach dem Brand von 1961 zugefügt wurde. Neben dem Altarraum befindet sich eine Mariendarstellung, vor der Opferkerzen aufgestellt werden können. Ein moderner Kreuzweg ist an der Westwand der Kirche angebracht. Die Orgel verfügt über acht Register und wurde am 24. November 1991 durch Generalvikar Theodor Stolpe (1932–2016) geweiht.